# Экология Азербайджана
Экология Азербайджана — экологическая ситуация в Азербайджане. К государственным экологическим организациям относятся Министерство экологии и природных ресурсов, а также Государственное агентство по альтернативным и возобновляемым источникам энергии.

## Биоразнообразие Азербайджана
Наличие благоприятных физико-географических условий, а также 9 природно-климатических зон из существующих 11 обуславливает разнообразие растительного и животного мира Азербайджанской Республики. 64 % видового состава растений Кавказа приходится на долю Азербайджана, и насчитывает свыше 4500 видов. На территории республики обитают 97 видов млекопитающих, 357 видов птиц, около 100 видов рыб, 67 видов и подвидов амфибий и рептилий, около 15 тысяч видов насекомых, 1 вид круглоротых животных. В целом, в стране насчитывается 18 тысяч видов фауны.
На территории Азербайджана находятся месторождения свыше 155 видов полезных ископаемых: золото, ртуть, медь, свинец, цинк, облицовочные камни, опилки, цементное сырьё, строительные камни, пемза, вулканический пепел, глина, гравий, строительный песок, гипс, ангидрид, перлит, обсидиан, вермикулит, цветные камни (агат, оникс, пефритоид и др.) и так далее. Также здесь находятся пресные подземные и минеральные воды.

## Красная книга
Впервые Красная книга Азербайджана была издана в 1989 году. В книгу занесены более 100 видов представителей животного мира и 140 видов растений.
В Красную книгу Азербайджана занесены 4 вида млекопитающих, 8 видов птиц, 1 вид рыбы, 3 вида амфибий и рептилий, 8 видов насекомых и 27 видов растений.
Они находятся под защитой государства.

## Состояние и охрана окружающей среды
Охрана окружающей среды в республике ведется на основе контроля качественных и количественных показателей естественных элементов (земля, вода, воздух, земное покрытие, растительный и животный мир) и организации рационального использования природных ресурсов.

### Охрана атмосферного воздуха
Естественное загрязнение атмосферного воздуха на территории Азербайджана происходит в связи с извержением грязевых вулканов, выветриванием горных пород, лесными пожарами, сильными ветрами и другими событиями. В результате извержения вулканов в атмосферу выбрасывается вулканический пепел и другие вредные газы, что служит причиной увеличения количества углерода в нижних слоях атмосферы, оказывая отрицательное влияние на окружающую среду.
Загрязнение воздуха антропогенным путем связано с деятельностью промышленных предприятий и автотранспортных средств. В городах промышленные предприятия, транспорт, отопительные системы выбрасывают огромное количество вредных газов и пыли в атмосферу.
Недостаточное внимание к охране атмосферного воздуха во время эксплуатации материальных ресурсов, несоответствие экологическим требованиям эксплуатируемых технологических сооружений и оборудования, их физический износ, нерациональное использование или неиспользование очистительных сооружений, допуск неисправных автомобилей к эксплуатации интенсивнее загрязняют воздух. В результате в крупных городах каждый год в атмосферу выбрасываются сотни тонн таких загрязняющих веществ как пыль, сажа, окись углерода, окись азота, углеводород, сера, хлор, формальдегиды
Очистительные сооружения не используются, или же находятся в неисправном состоянии. Инертные вещества, такие как цемент, песок, щебень, хранятся на предприятиях в открытом виде. Это в ветреные дни служит причиной выброса пыли в атмосферу. В обработке жидкого газа мало используются ароматические углеводороды. Очистка жидкого газа от серы, парафина и других смесей не соответствует требуемым нормам, что увеличивает количество отходов, выбрасываемых в атмосферу.
Отсутствие предприятий по производству очистительных сооружений отрицательно влияет на охрану атмосферного воздуха. Неулавливание выделяемых ориентировочных газов во время нефте- и газодобычи является причиной выброса в атмосферный воздух огромного количества углеводородов.
Основные предприятия, загрязняющие атмосферный воздух в Азербайджане — предприятия нефтедобычи и нефтепереработки, химической промышленности, энергетики, транспорта, производство строительных материалов, черная и цветная металлургия, расположенные в основном в Баку, Сумгаите, Гяндже, Мингечевире и Ширване. Данные предприятия выбрасывают в атмосферу угарный газ, окись азота, соединения серы, углеводорода, устойчивые органические загрязнители.
В результате приостановления деятельности ряда промышленных предприятии и уменьшения их производственной мощности в 1990-е годы количество вредных веществ, выбрасываемых из стационарных источников, уменьшилось. Общее количество отходов, выбрасываемых в атмосферу из стационарных источников в 1990 году составило 2,1 млн. тонн, в 2005 году – 557, 9 тыс. тонн.
Увеличение количества автотранспортных средств в Баку резко увеличило количество вредных выбросов в атмосферу от мобильных источников, и составило 47% общих выбросов. В сравнении с 1990 годом в 2005 году выбросы из стационарных источников уменьшились на 74,0%, из подвижных источников - более, чем на 33%.
Ещё одним фактором являются сильные морские ветра, и незащищённость городов от них. При сильных северо-западных ветрах в Баку в 6 — 8 раз увеличивается содержание пыли в воздухе.
Деятельность в области охраны атмосферного воздуха регулируется законом Азербайджана «Об охране атмосферного воздуха», принятым 27 марта 2001 года.
Оценка качества воздуха производится в трёх направлениях: мониторинг промышленных отходов, мониторинг фоновых отходов, мониторинг воздуха в населенных пунктах. С этой целью в восьми городах страны установлены 26 наблюдательных станций. Согласно анализу полученных сведений из 16 ингредиентов установлено наличие в воздухе превышения допустимого количества угарного газа, фурфурола, пыли и сажи.
В 1995 году Азербайджан присоединился к рамочной Конвенции ООН об изменении климата, 18 июля 2000 года — к Киотскому протоколу, в 2002 году — к международной конвенции по трансграничному загрязнению воздуха на больших расстояниях.
На декабрь 2023 года доля Азербайджана в глобальной эмиссии парниковых газов составляет 0,15 процента. К 2030 году Азербайджан взял на себя обязательство сократить выбросы парниковых газов внутри страны на 35 процентов.
4 марта 2024 года Азербайджан присоединился к инициативе «Глобальное обязательство по метану», ставящей целью снизить глобальные эмиссии метана до 2030 года на 30 % по сравнению с 2020 годом.
5 апреля 2024 года компанией «Азеркосмос» представлена платформа для измерения изменения климата из космоса. Это первая подобная платформа в Азербайджане.
До 2050 года планируется превратить Карабахский и Восточно-Зангезурский экономические районы в зону декарбонизации.

### Защита от загрязнения промышленными и твердыми бытовыми отходами
Недостаточная переработка промышленных отходов, образующихся в результате деятельности предприятий республики, наряду с экономическими потерями, также служит причиной нанесения вреда окружающей среде. Промышленные и бытовые отходы загрязняют значительную часть земельных участков, пригодных для сельского хозяйства, отрицательно влияют на атмосферу, водные и растительные ресурсы. С целью предотвращения этого для захоронения таких отходов созданы полигон «Ахтарма» Государственной нефтяной компании Азербайджана, полигон пестицидов Министерства сельского хозяйства, полигон «Саранджа» компании BP и полигон для захоронения отходов с содержанием ртути, расположенный недалеко от города Сумгаит.
В 2004 году общее количество производственных и служебных отходов предприятий и организаций составило 2315, 6 тыс. тонн. В 2005 году из 12,8 тыс. тонн отходов, образованных на предприятиях и организациях, всего 0, 04 тыс. тонн были обезврежены. 95% этих отходов были собраны в дочерних предприятиях Государственной нефтяной компании, остальные — Государственной компании «Азеркимйа», Акционерного Общества открытого типа «Азернефткимйамаш», а также в частных организациях.
Отходы, не используемые в самих предприятиях и организациях, для повторной обработки и обезвреживания, хранения или захоронения передаются другим предприятиям. Из 4061 предприятий в стране отходы 3699 из них хранятся на общем полигоне, 49 — в других местах.
В 2004 году уничтожены или перевезены на мусорные участки или другие пункты сбора 2044, 7 тыс. тонн отходов. В 2004 году в Азербайджане было произведено 8,2 млн. м3 бытовых отходов (на каждого человека в среднем в год 277,4 кг).

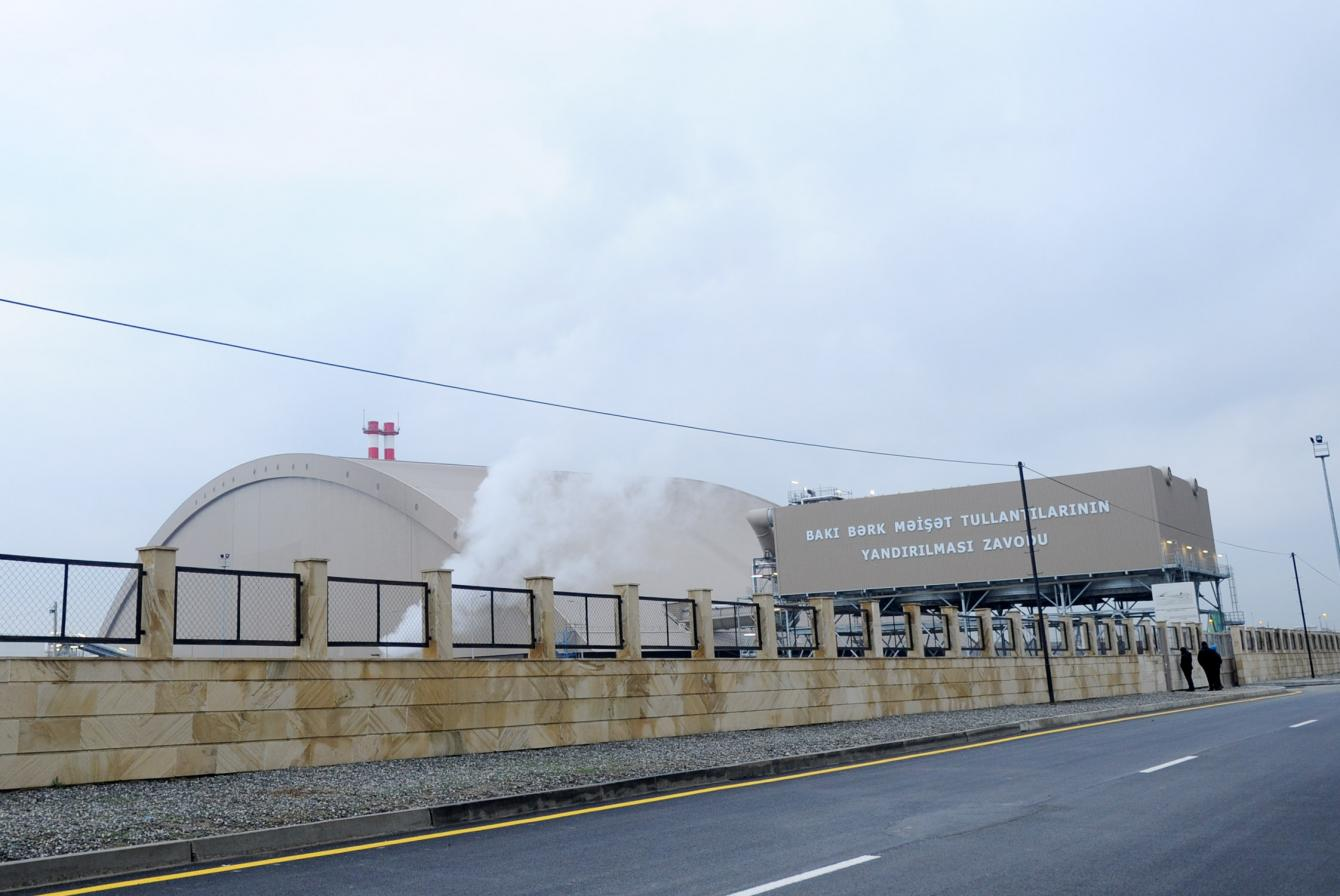
Бакинский завод по сжиганию твердых бытовых отходов

С 1960 года в посёлке Балаханы существовал Балаханинский мусорный полигон, где располагалась огромная свалка, куда в течение десятилетий свозился мусор со всех районов города Баку. Мусор на полигоне под действием солнца разлагался и распространял вредные вещества. Отходы сжигались. В результате этого образовывалась дымовая завеса над Баку.
12 марта 2009 года начало деятельность ОАО «Темиз шехер» («Чистый город»). Его задачей является управление твердыми бытовыми отходами.
В 2012 году введён в эксплуатацию Балаханинский завод по сортировке твердых бытовых отходов. На 2015 год мощность завода составляла 200 тысяч тонн в год.
Сбор и транспортировка бытовых отходов в Азербайджане осуществляется Исполнительной властью (мэрией). Собранные отходы передаются  ОАО «Темиз шехер». Осуществляется сортировка отходов.
Действует Балаханинский промышленный парк, осуществляющий повторную переработку отходов. Парк является особой экономической зоной. Для предприятий на территории парка предоставляется освобождение от некоторых налогов на 7 лет, льготные цены аренды и инфраструктура.
19 декабря 2012 года сдан в эксплуатацию Бакинский завод по сжиганию твердых бытовых отходов в Балаханы. Завод занимает территорию 20 гектар. Мощность завода составляет 500 тысяч тонн бытовых и 10 тысяч тонн медицинских отходов в год. Завод состоит из двух линий и турбины, вырабатывающей электроэнергию. 

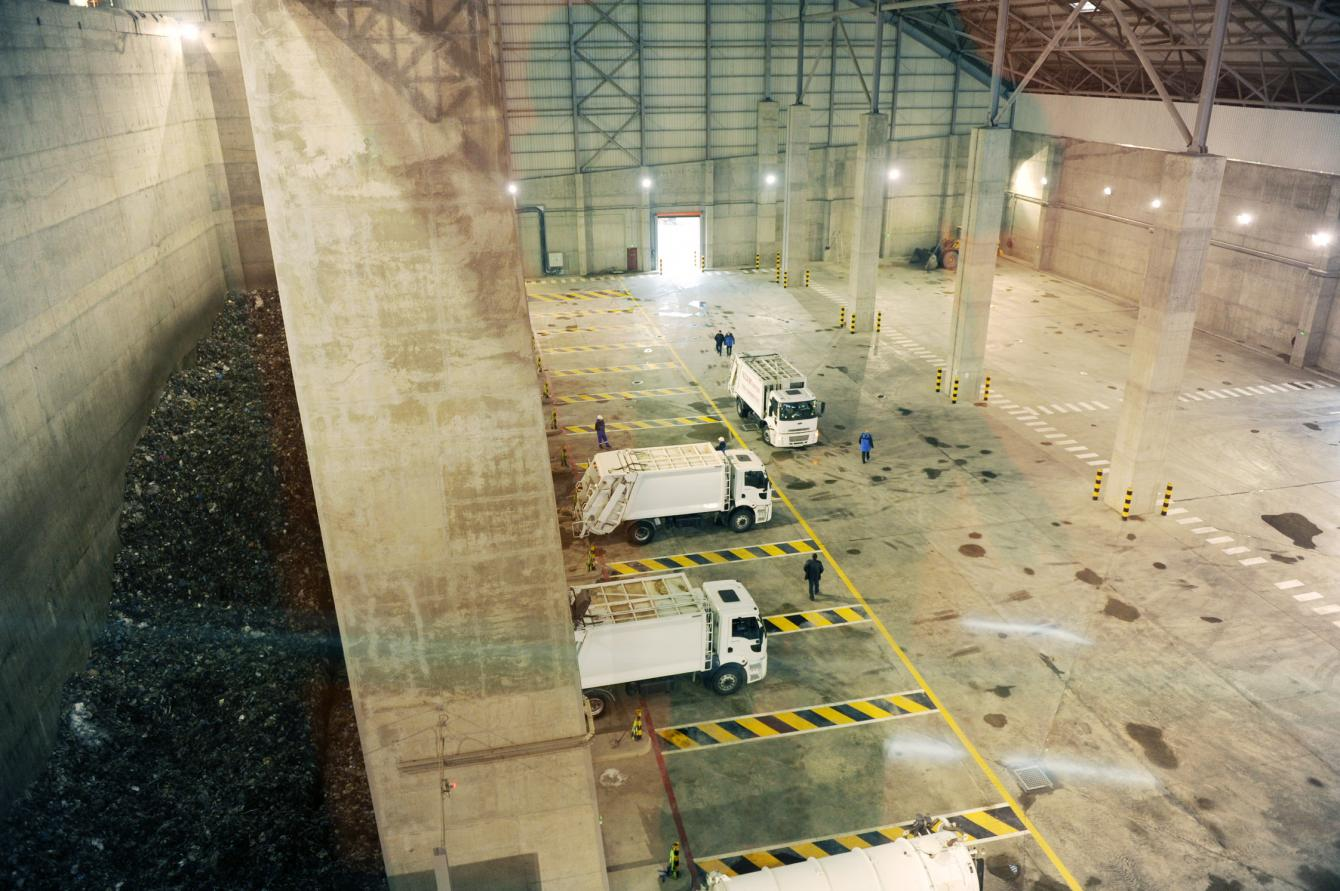
Бакинский завод по сжиганию твердых бытовых отходов

Не подлежащие вторичной переработке отходы сжигаются на Бакинском заводе по сжиганию твердых бытовых отходов с переработкой полученного тепла в электроэнергию. Заводом вырабатывается 231,5 миллиона киловатт-часов в год. Электричество, вырабатываемое на данном заводе, обеспечивает 100 000 домов. Деятельность завода предотвращает выброс в атмосферу создающих тепловой эффект газов в эквиваленте около 100 тысяч тонн углекислого газа в год.
Не подлежащие на данных заводах переработке отходы отвозятся на Балаханинский полигон бытовых отходов для захоронения.
Действует йодобромный завод «АзерЙод», от деятельности которого осуществляются выбросы загрязняющих веществ, в результате чего подвергаются загрязнению атмосфера, почвы, воды Нефтечалинского района. Вследствие утечки из трубопровода сырьевого раствора происходит засоление почв. Отходы сбрасываются непосредственно в водный канал длиной 5 км. По Миль-Муганскому коллектору отходы сбрасываются непосредственно в Каспийское море. Под действием ветра после высыхания текучих отходов соль разносится на большую территорию. Загрязнение приводит к гибели урожая. В результате этого в канале значительно уменьшилась численность рыб.
Миль-Муганский коллектор принимает сточные воды различных промышленных предприятий.
С 2024 года на Бакинском заводе по сжиганию твердых бытовых отходов планируется стерилизация медицинских отходов.

### Защита от загрязнения радиоактивными отходами
Хотя на территории республики радиоактивные рудники, ядерное оружие и полигоны для их испытаний, АЭС не имеются, в результате деятельности предприятий нефтедобычи и нефтехимии примерно 150 млн. м загрязненных земель радиоактивными отходами дошло до такого состояния, что возникла необходимость их дезактивации и захоронения.
Установлено, что на территории г. Баку имеются участки, зараженными радионуклеидами с уровнем облучения 120–3000 мкр/час. На производственных участках Бакинского Йодового Завода собрано примерно 45–50 тыс. тонн активированного угля, насыщенный радиоактивными изотопами. Обезвреживание этих отходов пока еще не нашло своего решения.

### Охрана вод
см. также Воды Азербайджана
В связи с тем, что территория Азербайджана расположена на выходе речной транзитной системы Юго-Восточного Кавказа, с территорий соседних государств сюда входят слишком загрязнённые воды. Реки Кура и Аракс и их притоки, а также ряд водохранилищ серьезно загрязняются бытовыми и промышленными отходами, выпускаемыми из городов Грузии: Тбилиси, Рустави, Боржоми, Хашури, Ахмето, Телави, Синори, Си-танехи, Казарети, Храм и других, из городов Армении: Гюллидере (Берд), Инджедере (Иджеван), Делиджан (Дилиджан), Алавар (Алаверди), Килсакенд (Кировакан), Гафан, Гачаран (Гаджаран) и других.
Реки, больше всего подвергшиеся загрязнению — Аракс и ее притоки (Арпачай, Охчучай, Баситчай, Базарчай), Кура и ее притоки (Акстафачай, Га-сансу, Товузчай, Джогазчай, Ганых, Габырры и др.).
Каждый год в реки стекает 600 – 700 млн. м3 загрязнённой воды из 80 городов, районных центров и поселков. Лишь в 35 из них существует канализационная сеть, в 9 — механические, в 15 — водоочистительные сооружения. Эти сооружения были построены в период СССР. В Бакинском заливе Каспийского моря и на берегу Сумгаита в акватории нефтедобычи количество нефтепродуктов и фенолов в 10 — 18 раз превышает норму.
Мониторинг загрязнения подземных вод ведётся на более, чем 1500 наблюдательных пунктах (колодцы, родники, кяризы и другие), расположенных в предгорье и на равнинах республики. Согласно результатам мониторинга локальных участков (г. Гянджа, вокруг Гянджинского глиноземного комбината, вокруг станций метро «Нефтчиляр» и «Азизбеков» г. Баку) в подземных водах и на оросительной территории Карабахской равнины в грунтовых водах установлено превышение в несколько раз допустимой нормы количества фенолов, нефтепродуктов, кислотных жиров, нитратов и нитридов. На Самур-Гусарчайской, Ганых-Айричайской, Ленкоранской и Гянджа-Газахской равнинах в подземных водах количество нитридов и аммиака выше допустимого уровня соответственно в 2,0 — 3,0 и 5,0 — 12,0 раз.
Увеличение населения и улучшение уровня жизни вместе с введением новых производственных участков увеличили потребность в воде, что увеличило нагрузку на систему водоочистительных сооружений. Ежедневная мощность водоочистительных сооружений, используемых в республике, составляет 1288 тыс. м3, мощность оборотных водных систем — 1628 тыс. м3.
В 483 селах 26 районов страны действуют локальные очистные сооружения.
На декабрь 2022 года в стране действует 86 пунктов гидрологического наблюдения для мониторинга показателей качества трансграничных и местных рек, 68 пунктов для оценки состояния водных ресурсов, 40 автоматических гидрологических станций для измерения расхода и уровня воды.
Генеральной прокуратурой Азербайджана ведётся расследование в связи с загрязнением Арменией водных ресурсов Азербайджана. Направлены запросы в международные организации, государственные органы экологического контроля зарубежных стран. Осуществляются пробы воды, определяется радиус воздействия загрязнения.
По причине изменения климата наблюдается увеличение уровня воды в реках. На февраль 2024 года уровень воды в реках Большого Кавказа превысил норму на 88 %. Уровень водности в реках Малого Кавказа превышает норму на 35 %.

#### Каспийское море
В Каспийском море наблюдается сокращение биоресурсов, загрязнение морской среды, долгосрочное падение уровня моря в результате изменения климата, деградация морских экосистем.
За период с 2021 по 2023 год Азербайджан в Каспийское море и внутренние водоёмы выпустил около 20 миллионов 211 тысяч мальков. Из них 1 миллион 771 тысяча являются молодью осетровых.
В прибрежной зоне Каспийского моря созданы особо охраняемые природные территории общей площадью 165 тысяч 989 гектар, в том числе Апшеронский, Самур-Яламинский, Ширванский национальные парки, Кызылагаджский заповедник.

#### Охчучай
Река Охчучай загрязнена большим количеством тяжёлых металлов. Загрязнение осуществляется предприятиями, действующими в Армении, в том числе Зангезурским медно-молибденовым комбинатом, Кафанским горно-обогатительным и Гаджаранским медно-молибденовым заводами. В сущности, Охчучай используется как коллектор промышленных отходов. Сточные воды с предприятий сбрасываются в реку неочищенными. По результатам экологического мониторинга, проведённого в 2021 году, в пробах вод реки обнаружены медь, молибден, железо, цинк, хром, марганец.
Содержание медно-молибденового соединения в реке превышает норму вдвое, железа — в 4 раза, никеля — в 7 раз. В связи с загрязнением цвет воды в реке периодически меняется. В марте 2021 года в реке зафиксирована массовая гибель золотой форели. Уровень загрязнения реки оценивается как критический.
Министерством экологии и природных ресурсов Азербайджана с целью заставить Армению предпринять меры по предотвращению загрязнения поданы обращения в Европейский региональный офис Программы ООН по окружающей среде и в Европейскую экономическую комиссию ООН.

### Охрана земель
На 3 741 тыс. га территории республики происходит процесс разного рода опустынивания. Основной причиной этого является водная эрозия (34,3%), ирригационная эрозия (3,2%), ветряная эрозия (4,3%). На Кура-Араксинской низменности, Абшеронском полуострове и на территории Нахчыванской АР, обладающими аридным и полуаридным климатом, и где больше всего развито сельское хозяйство этот процесс в последние десятилетия ускорился. В результате земли, подвергшиеся опустыниванию, в последние 30 лет достигли размера от 36% до 43,3% (3 741 тыс. га). 1520,6 тыс. га (17,6%) из них подверглись слабой, 881,3 тыс. га (10,2%) — средней и 1339,2 тыс. га (15,5%) сильной эрозии. На начало 2002 года 665 тыс. га оросительных земель подверглись засолению, 480 тыс. га превратились в солончаки. Уничтожение растительности по причине недостатка энергии, интенсивная пастьба, несоответствие ирригационных систем необходимым требованиям, земледелие без соблюдения правил, несоблюдение правил агротехники и другие причины ускоряют процесс опустынивания. В деградации земель самое острое положение наблюдается на Абшеронском полуострове. В результате нефтедобычи за период более ста лет без учета экологических факторов значительная часть земельных участков загрязнена нефтью.
Происходит загрязнение земель тяжелыми металлами. Их количество по номеру Кларка по свинцу в 8, по кадмию - 3, по никелю - в 2, по цинку - в 50–60, по меди - в 10 раз больше. Причиной загрязнения земель тяжёлыми металлами является эксплуатация залежей полезных ископаемых. В республике имеется более 30 тыс. га загрязнённых земельных участков, из них 7–8 тысяч га загрязнены нефтью.
В загрязнении земель также серьёзную роль играют твёрдые промышленные и бытовые отходы. Они образуются в том числе благодаря деятельности Гянджинского глиноземного завода, Дашкесанского рудообогатительного комбината, Сумгаитского трубопрокатного завода, а также ряда промышленных предприятий строительных материалов.
ГНКАР производится расчистка и восстановление загрязнённых нефтью и нефтепродуктами земель. За период с 2006 по 2021 год очищено 2 436 гектар.

### Охрана растительного покрова
Лесные массивы занимают 11,8% территории страны. В охране растительного покрова основное место занимает охрана лесов. С целью охраны и защиты лесов, их восстановления и развития производятся поставки семян, выращивание посевных материалов, создание новых лесных массивов, восстановление, охрана и защита лесов, борьба с лесными пожарами и рациональное использование лесной продукции.
В соответствии с Национальной Программой восстановления и увеличения лесов в 2003– 2008 годы на площади 69 700 гектар запланированы меры по восстановлению лесов (посадка новых лесов – 44 700 га, меры помощи на естественное восстановление – 25 000 га ). 14 300 га из них предусмотрены на территориях, не входящих в лесной фонд (у автомобильных и железных дорог, в долине рек Кура и Аракс, на берегах водоемов и Каспийского моря).
Согласно Национальной Программе в 2003 году на участке 8 721 га, в 2004 году на участке в 9 126 га проведены посевные работы и меры помощи естественному восстановлению. В 2005 году на участке в 1 676 га произведена работа по посадке новых лесов. На территориях, подвергшихся опустыниванию размером 584 га посажены деревья и зеленые массивы. В 2003 году выращено 32 млн. посевных материалов, в 2004 г.- 40 млн.
Состояние лесов Азербайджана требует проведения более рациональных, эффективных и целенаправленных мер охраны. В период СССР в результате вырубок в лесах в год заготавливалось 300 – 350 тыс. м3 древесины (в том числе 60 – 70 тыс. м3 для работ).
Численность площади равнинных лесов и их низкая уплотненность не дает возможность проведения вырубок леса в большом объеме. 80% горных лесов находится на горных склонах с наклонностью более 30° и на этих участках есть опасность эрозии. Заготовка древесины здесь послужила причиной разрежения лесов. В результате экономических проблем переходного периода, военной агрессии со стороны Армянской Республики площадь лесов сократилась, санитарное и фитосанитарное состояние их ухудшилось.
В районах Азербайджана продолжаются незаконные вырубки лесов на территории лесничеств. Борьбой с вырубками занимаются департамент развития лесного хозяйства, департамент биоразнообразия и охраняемых природных ресурсов Министерства экологии и природных ресурсов Азербайджана.
ГНКАР за период деятельности посажено 1 млн. деревьев.
В 2021 году Министерством экологии и природных ресурсов на территории страны посажено 2 млн. деревьев. В 2023 году также высажено 2 млн. деревьев разных пород.
В марте 2024 года компанией «Азерэнержи» начата акция по посадке 29 000 деревьев на территории электростанций. Деревья планируется высадить в течение года.
В рамках осуществляемого Министерством экологии и природных ресурсов проекта «Зеленое будущее» на апрель 2024 года высажено 100 тысяч деревьев.
За 2023 год сгорело 10 563 гектар растительного покрова.

### Охрана животного мира
В республике исчезли тигр, лев, возникла опасность исчезновения потомства леопарда, джейрана, косули, лани, муфлона, турача. В результате организации государственных заповедников, усовершенствования правил охоты, охранных мер увеличилось количество некоторых животных. В Ширванском заповеднике и Ширванском Национальном Парке существует стадо джейранов, в Загатальском и Гёйгёльском государственном заповедниках - кавказской благородной лани и горных козлов.
Запрещена охота на волка. С 2010 года осуществляется проект «Охрана, реинтродукция и возрождение исторических ареалов джейранов на территории Азербайджана». В рамках этого проекта 19 октября 2022 года на территории Джебраильского района в дикую природу выпущено 18 джейранов.
Запрещена ловля осетровых. В рамках охраны и увеличения популяции рыб реализуется проект по увеличению их естественной популяции. С этой целью выращиваются и выпускаются в водохранилища мальки рыб. В рамках проекта «Богатые бассейны» за период с мая 2020 года по октябрь 2021 года было выпущено 3 млн. мальков рыб различных видов. В 2021 году в Куру выпущено более 550 000 мальков осетровых.
В июне 2023 года в Куру было выпущено 600 тыс. мальков осетровых и 10 тыс. мальков рыбы шипа.
С началом сезона нереста рыб объявляется мораторий на вылов рыбы. Период длится с 1 мая по 1 сентября.
Принят перечень запрещённых средств для вылова рыбы.

## Особо охраняемые природные территории и объекты
С целью сохранения природного наследия страны на ее территории действуют на январь 2022 года 10 национальных парков, 10 природных заповедников и 24 природных заказника.
В 90-е годы XX века Сарсангское водохранилище сыграло важную роль в экономике республики, орошая фактически 78 000 га земли.

## Экологическая политика страны
Экологическая политика необходима для реабилитации окружающей среды и обеспечения безопасности окружающей среды. Для достижения положительных результатов в сфере оздоровления экологического положения был принят ряд законов об Охране окружающей среды, Экологической безопасности, Радиационной безопасности населения, Производственных и бытовых отходах, Мире животных, Гидрометеорологической деятельности, специально охраняемых территориях природы, охране атмосферного воздуха, охране природы и природопользовании, водоснабжении и сточных водах.
Предоставление услуг Министерства экологии и природных ресурсов в электронном виде имеет важное значение с точки зрения эффективности межведомственного согласования.
Быстрое развитие всех секторов экономики привело к усилению негативного воздействия человеческой деятельности на окружающую среду и экстремальной эксплуатации природных ресурсов. Правительство планирует очистить загрязненные территории в стране; увеличение площади, покрытой лесами; сохранение биоразнообразия; защита морской среды Каспийского моря; уменьшение негативных последствий изменения климата, модернизация систем гидрометеорологического наблюдения и сети мониторинга; повышение уровня экологической осведомленности населения.
2010 год был объявлен Годом экологии указом президента Азербайджана. В течение года проводились мероприятия в рамках соответствующих государственных программ, создавались электронные ресурсы по различным областям. Азербайджан был присоединен к различным международным конвенциям по охране окружающей среды. Основными международными сотрудниками Азербайджана в области охраны окружающей среды являются ГЭФ, Всемирный банк, ПРООН, ЕС, Германия, Япония, США, Великобритания, Швейцария и Турция.
В ноябре 2012 года в столице в выставочном комплексе Baku Expo Center прошла третья международная выставка в области охраны окружающей среды «Каспий: технологии для окружающей среды» — CTE-2012. В СТE-2012 принимали участие 60 компаний из Азербайджана, Бельгии, Германии, Израиля, Турции, Франции и других стран.
В 2016 году в Азербайджане побывали члены Миссии по исследованию фактов Парламентской ассамблеи Совета Европы (ПАСЕ). В ходе визита была принята Резолюция Парламентской ассамблеи Совета Европы (ПАСЕ) № 2085 об использовании воды жителями приграничных районов Азербайджана.
В ноябре 2017 года в выставочном комплексе Baku Expo Center была проведена VIII Международная выставка в области охраны окружающей среды Caspian Ecology. В мероприятии принимали участие 53 компании и государственные структуры из 7 стран мира.
Соответствующие меры были приняты в рамках «Национальной стратегии по защите и устойчивому использованию биоразнообразия в Азербайджанской Республике на 2017 – 2020 годы». Указом Президента от 26 сентября 2018 года был создан Национальный парк Гызылагач и создан первый биосферный заповедник в Загатала-Балаканском регионе.
Согласно статистическим данным 2018 года, площадь, покрытая лесом, составляет 12 % территории страны. В 2002—2018 годах в стране было проведено 152 400 га лесонасаждений, посажено 96 445 миллионов деревьев.
Используются новые технологии в области гидрометеорологии. Количество автоматизированных метеорологических станций достигло 68.
В 2014 – 2018 годах был принят ряд новых законов, направленных на улучшение законодательства в Азербайджане и приведение действующих нормативных правовых актов в соответствие с положениями международных договоров, в том числе законодательства ЕС, и внесение поправок в существующие законы. Законодательство в основном охватывало такие области, как атмосферный воздух, водные ресурсы, бытовые и промышленные отходы, водные биоресурсы, сохранение биоразнообразия.
В 2018 году с целью экологической реабилитации нефтяных и нефтезагрязненных территорий, был реализован ряд государственных проектов, таких, как «Улучшение экологического состояния загрязненных сточных вод бывшего завода Йодбром в Сураханском районе и восстановление ландшафта»; "Восстановление экологического состояния прудов Чухурдера и восстановление ландшафта на территории международного аэропорта Гейдара Алиева; «Инвентаризация и оценка загрязненных почв на Апшеронском полуострове» и другие.
В 2011 – 2018 годах был принят ряд законов по совершенствованию природоохранного законодательства, утверждены нормативные правовые акты, в том числе законодательство о рыболовстве и развитии аквакультуры. В 2018 году вступил в силу Закон об оценке воздействия на окружающую среду, и был принят Закон об улучшении процесса экологической экспертизы.
Разрабатывается Единый государственный реестр потенциально опасных объектов.
Создан сайт Climate Report, на котором размещается информация о территории Азербайджана, собранная Азеркосмос со спутников.

### Государственные экологические программы
- «Национальная стратегия по защите и устойчивому использованию биоразнообразия в Азербайджанской Республике на 2017 – 2020 годы»;[63]
- Концепция развития «Азербайджан 2020: взгляд в будущее»;[64]
- План действий на 2016—2018 годы на территориях, охваченных Министерством экологии и природных ресурсов Азербайджанской Республики приказом Министерства экологии и природных ресурсов Азербайджанской Республики от 16 декабря 2016 года № 858 в рамках концепции развития «Азербайджан 2020: взгляд в будущее» План "был утвержден;[65]
- «Программа действий по исследованию и снижению риска появления радона в Азербайджанской Республике на 2014—2018 годы»;[66]
- «Национальная программа социально-экономического и социально-экономического развития в Азербайджанской Республике (2003 – 2010 годы)»;[67]
- «Национальная программа по воспроизводству и улучшению лесов в Азербайджанской Республике»;[68]
- «Государственная программа по эффективному использованию летних пастбищ и лугов в Азербайджанской Республике и предотвращению опустынивания (2004 – 2010 годы)»;[69]
- «Национальная программа развития гидрометеорологии в Азербайджанской Республике (2004 – 2010 годы)», Национальная стратегия и план действий по сохранению и непрерывному использованию биоразнообразия в Азербайджанской Республике (2006 – 2009 годы);[70]
- «Комплексный план действий по улучшению экологической ситуации в Азербайджанской Республике на 2006 – 2010 годы»;[71]
- Государственная программа эффективного использования и освоения месторождений природного камня на Апшеронском полуострове (2003 – 2006);[72]

### ОАО «Темиз шехер»
В марте 2009 года приступило к своей деятельности ОАО «Темиз шехер», созданное на основании распоряжения «О совершенствовании управления бытовыми отходами в городе Баку», подписанного президентом АР Ильхамом Алиевым. Основные задачи компании — осуществление ряда важных проектов в сфере создания правильной системы управления твердыми бытовыми отходами, производство новых продуктов из бытовых отходов в результате вторичной переработки, получение электрической энергии от процесса сжигания на заводе бытовых отходов, решение существующих экологических проблем. Создание произведений искусства из бытовых отходов также является одной из задач программы. Равным образом, ОАО «Темиз шехер» проводит в жизнь социальные и культурные проекты, призывая население правильно обращаться с твердыми бытовыми отходами и вносить свой вклад в защиту окружающей среды. 

### Балаханский завод по сжиганию твердых бытовых отходов
Действует Балаханский завод по сжиганию твердых бытовых отходов. Решение о строительстве завода было принято в соответствии с Планом комплексных мероприятий по улучшению экологической ситуации в Азербайджанской Республике на 2006—2010 годы, утвержденным Распоряжением Президента Азербайджанской Республики от 28 сентября 2006 года. Мощность завода составляет 500 тысяч тонн в год. Ежегодно завод производит 231,5 млн. кВт/ч электроэнергии. Завод является одним из крупнейшим предприятий по переработке отходов в странах Восточной Европы и СНГ. Он относится к четвертому поколению заводов по утилизации отходов и соответствует местным и европейским стандартам защиты окружающей среды.
Вокруг завода посажено 14 000 деревьев для создания защитной полосы.

### Проект по реабилитации озер Абшерона
В рамках Госпрограммы по улучшению экологической ситуации были даны указания по реабилитации 9 озёр Апшеронского полуострова (Бёюк-Шор, Зых, Ходжасан, Гырмызы, Пута, Гу, Бинагади, Забрат, Бюльбюля). Проект был начат с озера Бёюк-Шор. Реабилитация озера и его побережья была необходима в связи с проведением Европейских Игр «Баку-2015». Непосредственная близость к Олимпийскому стадиону, где проводилось мероприятие, и тот факт, что он является самым большим озером Апшеронского полуострова стали основными критериями в выборе данного озера для проведения первых очистительных работ. Первый этап двухэтапной комплексной реабилитации был завершен в мае 2015 года. В результате, озеро было разделено на две части дамбой высотой в 1570 м. В одной из частей была возведена дамба протяженностью 1850 м для предотвращения загрязнения нефтяными отходами от древних нефтезалежей Балаханы. Уровень загрязнения озера значительно снизился, сократился объем канализационных вод, стекающихся в озеро. На сегодняшний день выполняется очистка дна озера от отходов, образовавшихся в течение многих лет. В дальнейшем предусмотрена полная ликвидация очагов загрязнения озера и превращения территории в места отдыха.

## Изменение климата
За 100 лет, с 1924 по 2024 год, среднегодовая температура в Азербайджане повысилась. В горах Большого и Малого Кавказа и в Талышских горах за период с 2017 по 2024 год наблюдалось сокращение ледниковых полей на 18 %. За период с 1994 по 2024 год уровень Каспийского моря снизился на 2 метра. 15 % территории Азербайджана находится в зоне высокого риска засухи.

## Международное сотрудничество
В 1995 году Азербайджан присоединился к Рамочной конвенции ООН об изменении климата.
В 2015 году на 21-й конференции сторон Рамочной конвенции ООН об изменении климата был подписан Парижский договор о глобальном изменении климата на период после 2020 года. Парижское соглашение направлено на усиление глобального реагирования на угрозу изменения климата в контексте усилий по достижению устойчивого развития посредством расширения осуществления Конвенции.
Министерство экологии и природных ресурсов сотрудничает с такими организациями, как ООН (Программа ООН по окружающей среде), НАТО, Глобальный экологический фонд, Европейская организация экономического сотрудничества и развития, Организация экономического сотрудничества, Всемирный банк, Азиатский банк, Всемирный фонд дикой природы, Организация промышленного развития (UNİDO), Продовольственная и сельскохозяйственная организация (FAO), Всемирная организация здравоохранения (ВОЗ), Всемирный фонд природы (WWF) и другие.
Азербайджан присоединился к 21 конвенции в сфере экологии и подписал соответствующие протоколы.